# Jean-Baptiste-Joseph Tolbecque

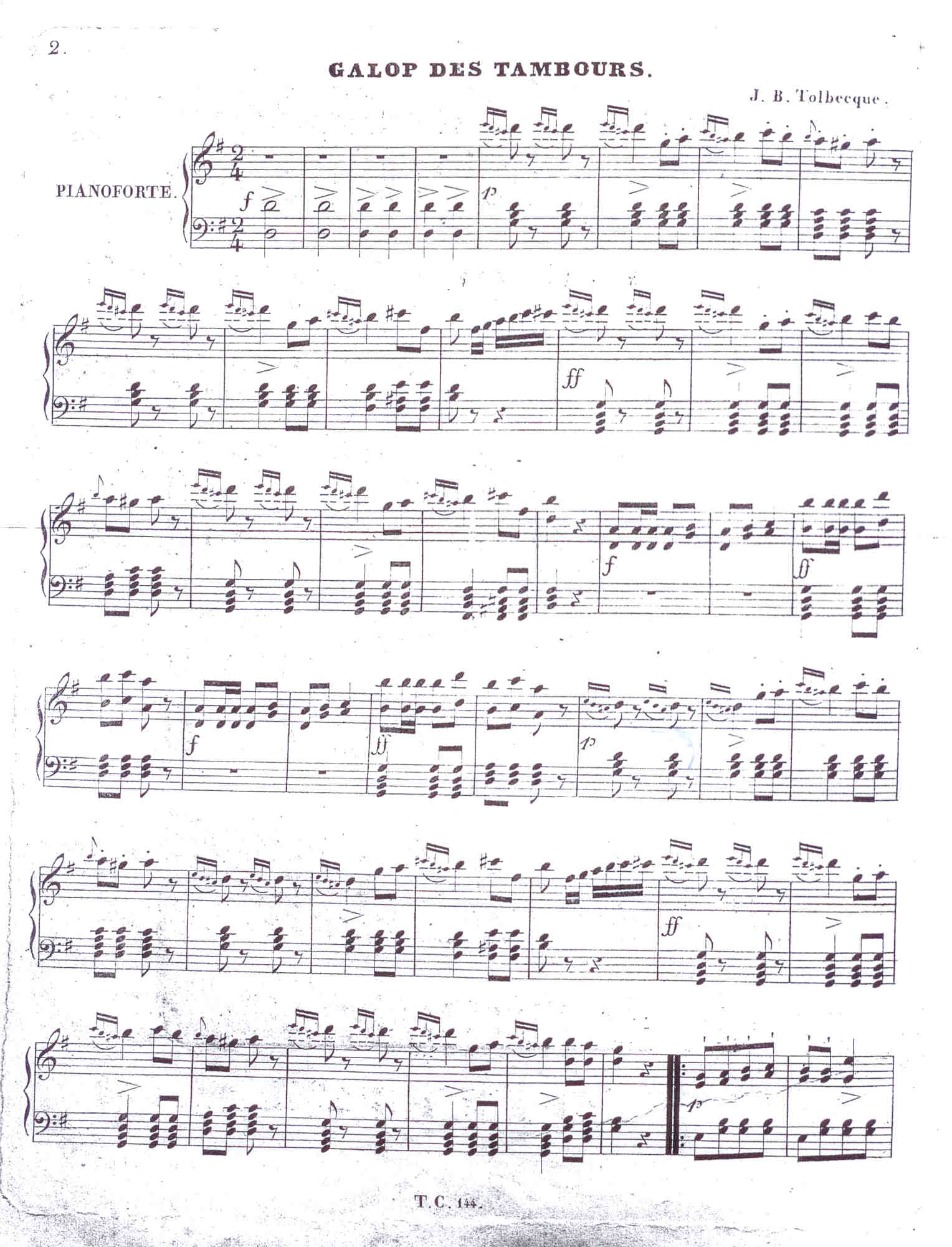
Galop des tambours (partituur)

Jean-Baptiste-Joseph Tolbecque (Hanzinne, 17 april 1797 – Parijs, 23 oktober 1869) was een Belgisch violist, dirigent en componist die zijn grootste successen haalde in Frankrijk.

## Familie
Hij is één van vier broers die naam maakten in de muziek:
- Isidore-Joseph Tolbecque (Hanzinne, 17 april 1797 – Vichy, 10 mei 1871) was violist, dirigent en componist, (tweelingbroer)
- Auguste Joseph Tolbecque (Hanzinne, 28 februari 1801 – Parijs, 27 mei 1860) was violist en
- Charles-Joseph Tolbecque (Parijs, 27 mei 1806 – Parijs, 29 december 1835) violist, dirigent en componist.

Bekender bleef Jeans neef Auguste Tolbecque (via Auguste), die zelf een zoon had Jean Tolbecque (1857-circa 1890) die cellist en organist was.

## Muziek
Jean-Baptiste-Joseph verkreeg zijn opleiding aan het Conservatorium in Parijs. Docenten waren Antonín Rejcha (compositieleer) en Rodolphe Kreutzer (viool). Hij had zitting in het orkest van de Italiaanse Opera in Parijs (1820-1825). Daarna volgde een loopbaan als dirigent van allerlei orkesten met name dans- en amusementsorkest, die wel optraden tijdens de hofbalfeesten van koning Lodewijk Filips I van Frankrijk. Hij was mede-oprichter van (de voorloper van) het Orchestre de la Société des concerts du Conservatoire dat hij ook wel leidde.
Als componist schreef hij een behoorlijk aantal werken (walsen, quadrilles etc.) , maar die behoren in de 21e eeuw allemaal tot het vergeten repertoire. Uitzondering daarop zijn de operette/opéra comique Charles V et Duguesclin uit 1827 (samen gecomponeerd met Alphonse Gilbert en Jean-Baptiste Guiraud) en het ballet Vert-Vert uit 1851 (samen met Edme-Marie-Ernest Deldevez).